# Walter Winterburn
Walter Winterburn OP (c. 1225, Salisbury, Anglaterra - 24 de setembre de 1305, Gènova, Itàlia) fou un frare dominic anglès, poeta, filòsof, teòleg i cardenal d'Anglaterra.

## Vida
Doctorat en teologia a la Universitat de París o potser a la d'Oxford, fou provincial dels dominics entre el 1290 i el 1296. Dos anys després fou nomenat confessor i conseller del rei Eduard I d'Anglaterra, a qui acompanyà en una campanya militar el 1300 contra el Regne d'Escòcia.
El 1303 el Papa Benet XI, també dominic, havia elevat al cardenalat William Macclesfield, antecessor de Winterburn com provincial dels dominics d'Anglaterra, però havent mort aquest abans de rebre l'ordenació, el Papa nomenà cardenal Winterburn al consistori del 19 de febrer de 1304, atorgant-li el títol de Santa Sabina. Demorat a Escòcia amb el rei Eduard per afers d'estat que el requerien allà, partí cap a Roma l'octubre d'aquell any, després de la mort de Benet XI. En la seva dignitat de cardenal participà en el conclave de 1304-05 celebrat a Perusa en què fou escollit Climent V.
Morí l'any següent a Gènova quan preparava el viatge a França, no és clar si per unir-se al nou papa a Lió com a legat pontifici per investigar la doctrina de Pèire Olieu sobre la pobresa de l'orde franciscà. El cardenal de Prato diposità inicialment el seu cos a l'església dels dominics de Gènova, tot i que posteriorment fou traslladat a Londres, segons la seva última voluntat.
Bon orador i poeta, filòsof agut, hàbil casuista i posseïdor de qualitats superiors, digué d'ell el seu contemporani Nicholas Trivet, que també deixà diverses obres de teologia, entre les que es trobaven, actualment perdudes, les següents:
- Commentarium in IV sententiarum libros
- Quaestiones theologicae
- Sermones ad clerum et coram rege habiti